# Grundskolan för konstnärlig utbildning
Grundskolan för konstnärlig utbildning, också kallad Grundis, var en förberedande konstskola i Stockholm under andra hälften av 1900-talet.
Grundskolan för konstnärlig utbildning låg vid Gamla Brogatan. Skolan hade Stockholms kommun som huvudman.